# Brachyteleutias nigrovittatus
Brachyteleutias nigrovittatus är en insektsart som beskrevs av Max Beier 1960. Brachyteleutias nigrovittatus ingår i släktet Brachyteleutias och familjen vårtbitare. Inga underarter finns listade i Catalogue of Life.